# Kevin Kenney
Kevin Thomas Kenney (* 29. Dezember 1959 in Minneapolis) ist ein US-amerikanischer römisch-katholischer Geistlicher und Weihbischof in Saint Paul and Minneapolis.

## Leben
Kevin Kenney erwarb zunächst einen Bachelor of Business Administration an der University of St. Thomas in Saint Paul. Anschließend studierte er Philosophie und Theologie an der Catholic Theological Union in Chicago, wo er den Master of Divinity erwarb, und am Priesterseminar in Saint Paul. Am 28. Mai 1994 empfing er das Sakrament der Priesterweihe für das Erzbistum Saint Paul and Minneapolis.
Nach der Priesterweihe war er in verschiedenen Gemeinden in der Pfarrseelsorge tätig, zunächst als Kaplan der Pfarrei Saint Olaf in Minneapolis und anschließend von 1998 bis 2004 in derselben Stadt als Pfarrer der Pfarrei Our Lady of Peace. Nach elf weiteren Jahren als Pfarrer der Pfarrei Our Lady of Guadalupe in Saint Paul war er von 2015 bis 2019 Pfarrer der Pfarreien Saint Michael in Kenyon und Divine Mercy in Faribault. Seither war er in Minneapolis Pfarrer der Pfarrei Saint Olaf und Pfarradministrator der Pfarrei Saints Cyril and Methodius.
Papst Franziskus ernannte ihn am 25. Juli 2024 zum Titularbischof von Chunavia und zum Weihbischof in Saint Paul and Minneapolis. Die Bischofsweihe spendete ihm Erzbischof Bernard Hebda am 28. Oktober desselben Jahres in der Cathedral of Saint Paul.